# Orrin C. Evans
Orrin Cromwell Evans (né le 5 septembre 1902 à Steelton et mort le 6 août 1971 à Philadelphie) est un journaliste noir américain.

## Biographie
Après des études à la West Philadelphia High School et à l'université Drexel, il commence à travailler pour les rubriques sportives de divers journaux dont The Chester Times puis The Delaware County Daily Times. Par la suite, il rejoint The Philadephia Bulletin pour lequel il couvre, notamment, le mouvement des droits civiques.
Journaliste respecté de son vivant, il est surtout connu pour avoir lancé en 1947 le premier comic book entièrement réalisé par des Afro-Américains, All-Negro Comics, qui, bien qu'un unique numéro parût, marqua durablement la bande dessinée américaine.

## Prix et récompenses
- 1966 : Inter Urban League of Pennsylvania Achievement Award[2]
- 2014 : Temple de la renommée Will Eisner (choix du jury)